# Geschiedenis van het socialisme
Dit artikel beschrijft in grote lijnen de geschiedenis van het socialisme.

## Voorlopers van het socialisme

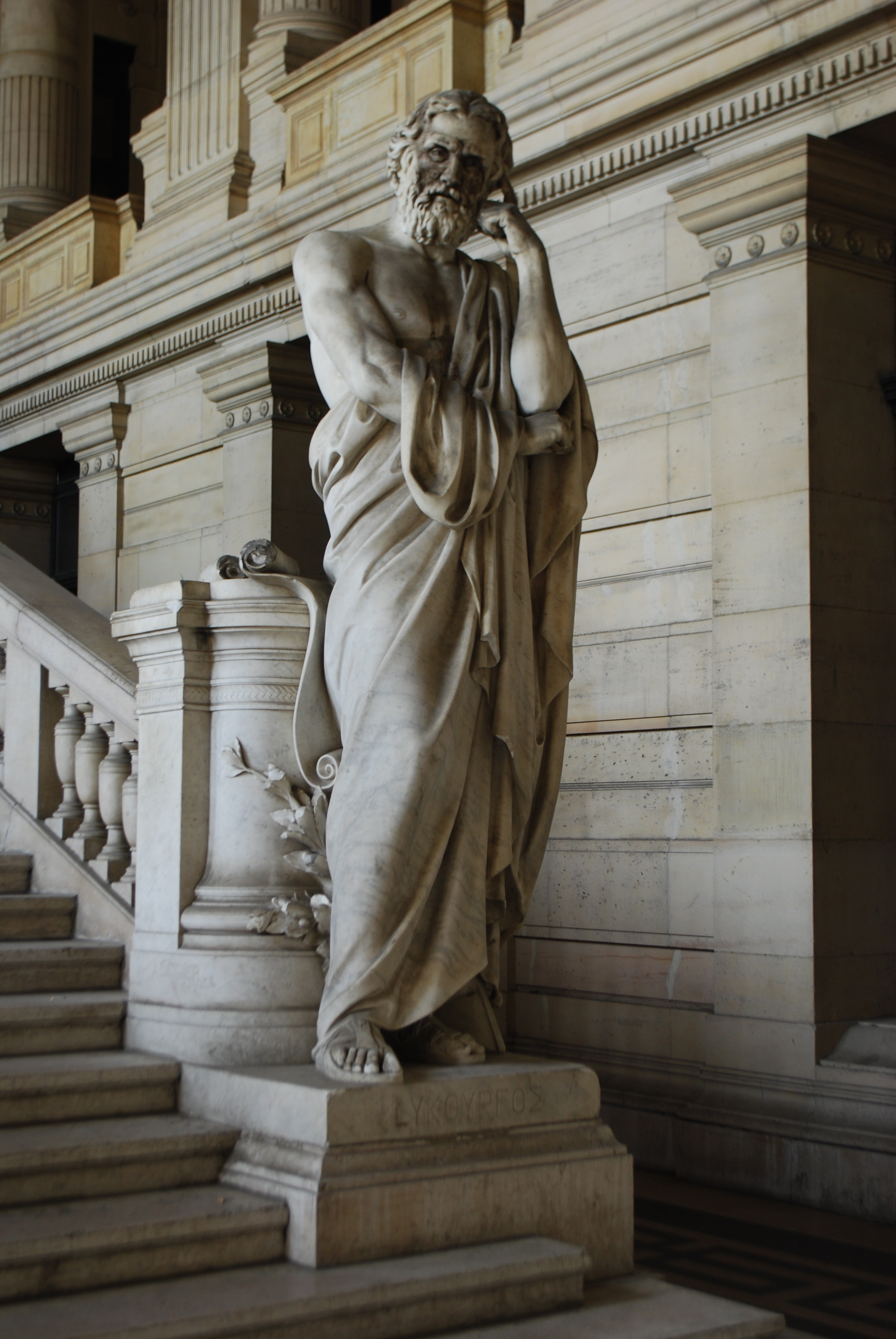
Standbeeld van Lycurgus

Lycurgus (9e eeuw v.Chr.) en Plato (400 v.Chr.) worden als voorlopers van het socialisme beschouwd. Lycurgus en Plato wilden dat de elite alles met elkaar deelde in gemeenschappelijke eigendom, terwijl de rest van de vrije bevolking het recht op privé-eigendom behield.
De aanhangers van de Tsjechische theoloog Johannes Hus noemden zichzelf hussieten en waren verdeeld in de calixtijnen en de taborieten. Sommige taborieten wilden alleen herverdeling van kavels, terwijl andere taborieten radicalere ideeën hadden. De radicaalste taborieten waren de adamieten en zij geloofden in de naderende wederkomst van Jezus. De adamieten deden aan naturisme, polygamie en voerden gemeenschap van goederen in. De adamieten werden verjaagd in 1421. Op 30 mei 1434 werden de andere radicale taborieten verslagen.
In 1516 schreef Thomas More het boek Utopia over een fictieve samenleving waarbij alle productiemiddelen gemeenschappelijk bestuurd werden door de overheid. Er is arbeidsplicht voor iedereen met uitzondering van kinderen, zieken en bejaarden. Bepaalde wetten uit Utopia waren tegengesteld aan de mening van More, waaruit blijkt dat Utopia een gedachte-experiment beschouwd moet worden.
Tijdens de Duitse Boerenoorlog richtte de Duitse predikant Thomas Müntzer een commune op, waarin uiteindelijk privé-eigendom afgeschaft zou worden.
De wederdopers rond de Nederlander Jan Matthijs gingen in 1534 naar Münster, waar ze alle bewoners verjaagden, met uitzondering van de wederdopers. De troepen van de bisschop omsingelden de stad en Jan Matthijs stierf tijdens de gevechten en hij werd opgevolgd door Jan van Leiden. Uiteindelijk zou gemeenschap van goederen ingevoerd worden, maar dat werd uitgesteld. In juni 1535 werden de wederdopers verslagen.
Tommaso Campanella was een Italiaanse monnik die het werk Realis Philosophiae epilogisticae partes quatuor rond 1620 schreef. Bij het derde deel voegde hij het fictief verhaal de Zonnestaat toe. De Zonnestaat is een theocratie, waarbij alle goederen in gemeenschappelijke eigendom zijn en onder de bevolking zou worden verdeeld door de overheid. De overheid besliste wie met wie zich voortplantte.
In de achttiende eeuw vormde de Fransman Étienne-Gabriel Morelly een inspiratiebron voor de later socialisten.

## Geschiedenis van het socialisme van 1789 tot 1900

### Utopisch Socialisme

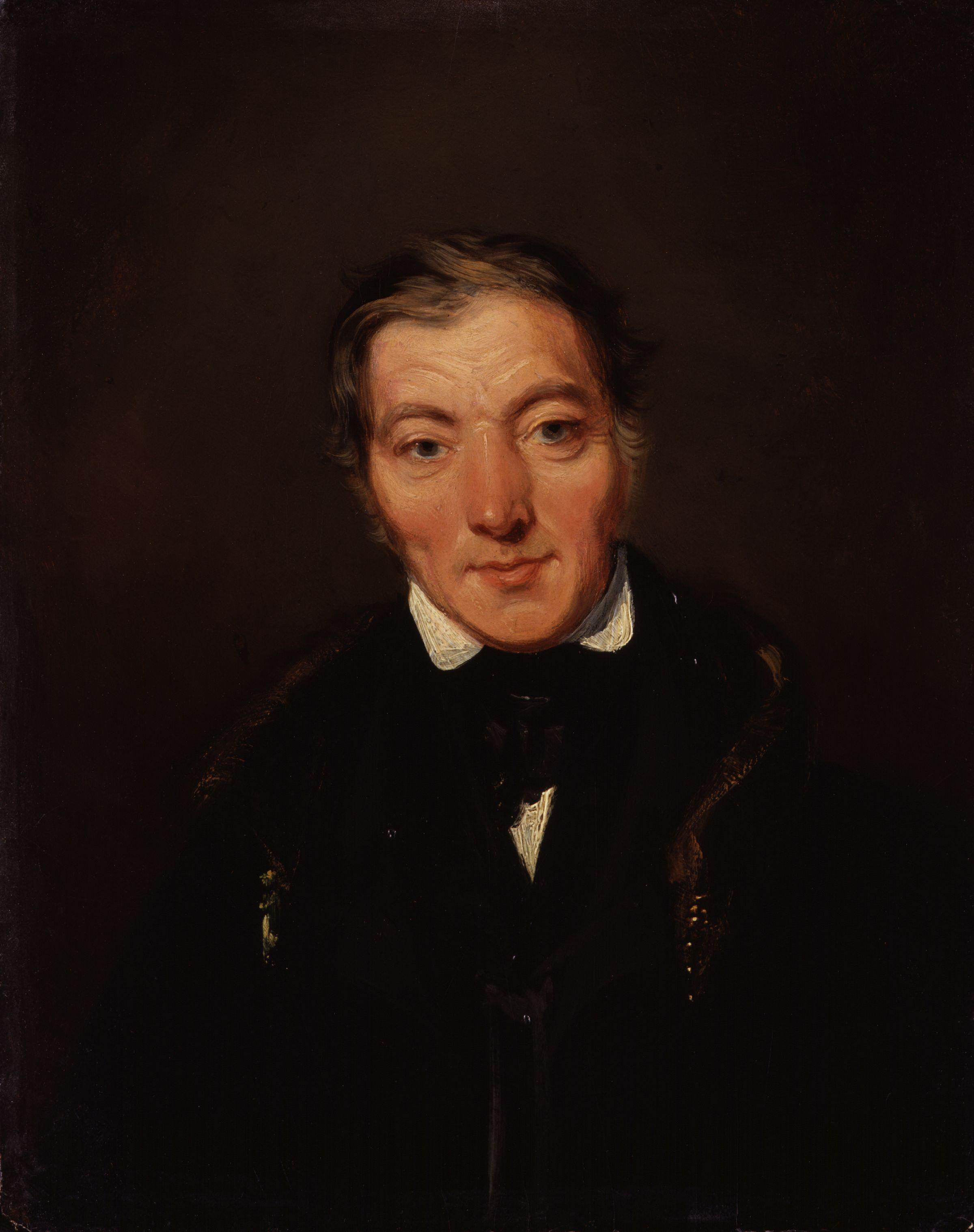
Robert Owen

De term utopisch socialisme wordt gebruikt voor de vroege socialisten in de negentiende eeuw die uitgebreide en gedetailleerde plannen schreven over hoe de toekomstige socialistische samenleving er uit zou zien.
De Fransman Charles Fourier schreef zijn eerste socialistische boek in 1808. Hij wilde kleine gemeenschappen oprichten, genaamd phalanges, met ongeveer 1600 bewoners. In een phalange zouden landbouw en industrie worden gecombineerd, waarbij iedereen zou verdienen naar arbeidsuren, talent en investering. De geproduceerde winst van de phalange zou verdeeld worden onder de bewoners en de investeerders. Alle phalanges zouden onderdeel zijn van een wereldfederatie bestuurd door een heerser in Constantinopel.
De Brit Robert Owen was de eigenaar van een katoenweverij. Op het fabrieksterrein begon hij een magazijn waar de arbeiders producten voor de inkoopprijs konden kopen. Dit principe werd een voorbeeld voor de latere consumptiecoöperaties. In samenwerking met Robert Peel senior zorgde Owen voor de invoering van de arbeidswet van 1819. Owen pleitte voor de invoering van de achturige werkdag, dat een van de belangrijkste eisen in de socialistische beweging werd. Sinds 1817 pleitte Owen voor het oprichten van coöperatiedorpen waar 500 tot 3000 mensen gezamenlijk zouden wonen en werken. Owen pleitte voor een ruilsysteem op basis van de gemiddelde hoeveelheid arbeidsuren benodigd voor de productie.
De Fransman Saint-Simon pleitte voor een samenleving waar de meest geschikte personen de leiding hadden. De leiders van de grote industrie zou de macht over de overheid en de economie op zich nemen met wetenschappers als adviseurs. De industriële leiders zouden ieder afzonderlijk hun eigen bedrijf beheren en gezamenlijk de algemene economische planning bepalen om volledige werkgelegenheid te krijgen en voor de belangen van de arbeiders op te komen.

### Communisme

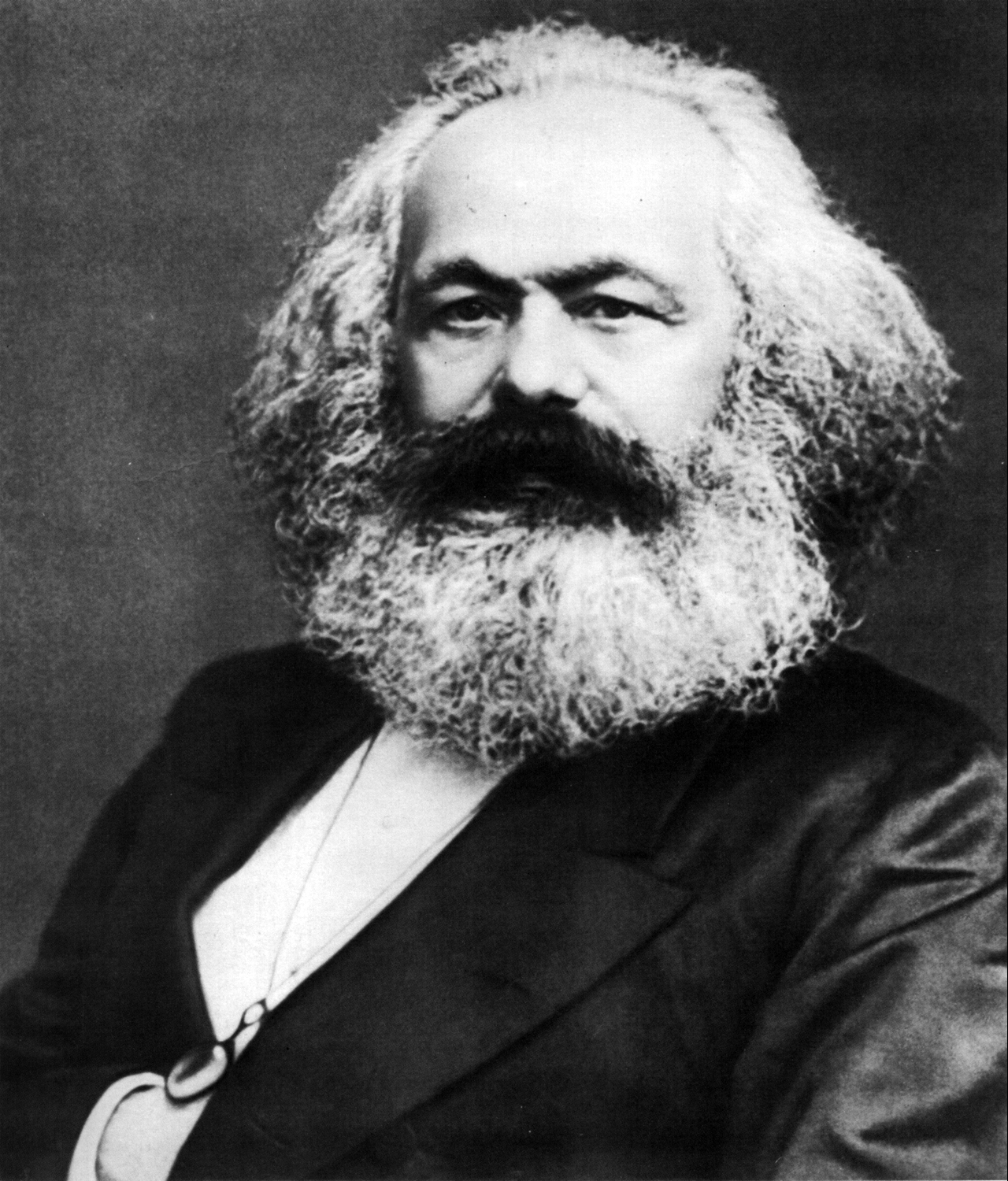
Karl Marx

Gracchus Babeuf en Filippo Buonarroti organiseerden een groepje samenzweerders in 1796 om de macht te grijpen in Frankrijk. Na de staatsgreep wilden zij grote onteigeningen uitvoeren en het erfrecht afschaffen zodat na tientallen jaren alles staatseigendom worden. Alle geproduceerde goederen zouden worden opgeslagen in magazijnen, waaruit de overheid aan iedere burger goederen uit verdeeld. Er zou geen geld meer bestaan. Het deïsme zou de staatsgodsdienst worden, maar er zou wel godsdienstvrijheid bestaan. De visie van Babeuf over de nieuwe maatschappij was geïnspireerd op het boek van Morelly. Buonarroti werkte later samen met de communist Louis Blanqui.
De Fransman Étienne Cabet publiceerde in 1840 het boek Voyage en Icarie. Cabet wilde dat alle productiemiddelen het eigendom zouden worden van de overheid. Goederen zouden door de overheid verdeeld worden naar behoefte. Het christendom zou de staatsgodsdienst zijn. De aanhangers van Cabet waren de eersten die de term “communist” en “communisme” gebruikten. Blanqui en de aanhangers van Babeuf namen de term “communist” over. Het communisme moest volgens Cabet vreedzaam verwezenlijkt worden.
De Duitser Wilhelm Weitling schetste het communisme als een christelijke dictatoriale samenleving gebaseerd op staatseigendom van de productiemiddelen en de verdeling naar behoefte. Het communisme moest volgens Weitling verwezenlijkt worden door een staatsgreep.
Karl Marx en Friedrich Engels zijn de grondleggers van het marxisme. Marx was bekend met het werk van Babeuf, Saint-Simon, Weitling, Cabet en Fourier. Volgens Marx en Engels moest de arbeidersklasse de staatsmacht veroveren om de dictatuur van het proletariaat in te voeren. Marx maakte een onderscheid tussen de eerste fase en hoogste fase van het communisme. Tijdens het vroege stadium van het communisme geldt het beginsel: Van elk naar zijn vermogen, aan elk naar zijn prestaties. De hoogste fase van het communisme heeft als hoofdbeginsel: Van ieder naar zijn vermogen, aan ieder naar zijn behoefte. Later gaven de marxisten aan de eerste fase van het communisme de naam socialisme.

### Anarchisme

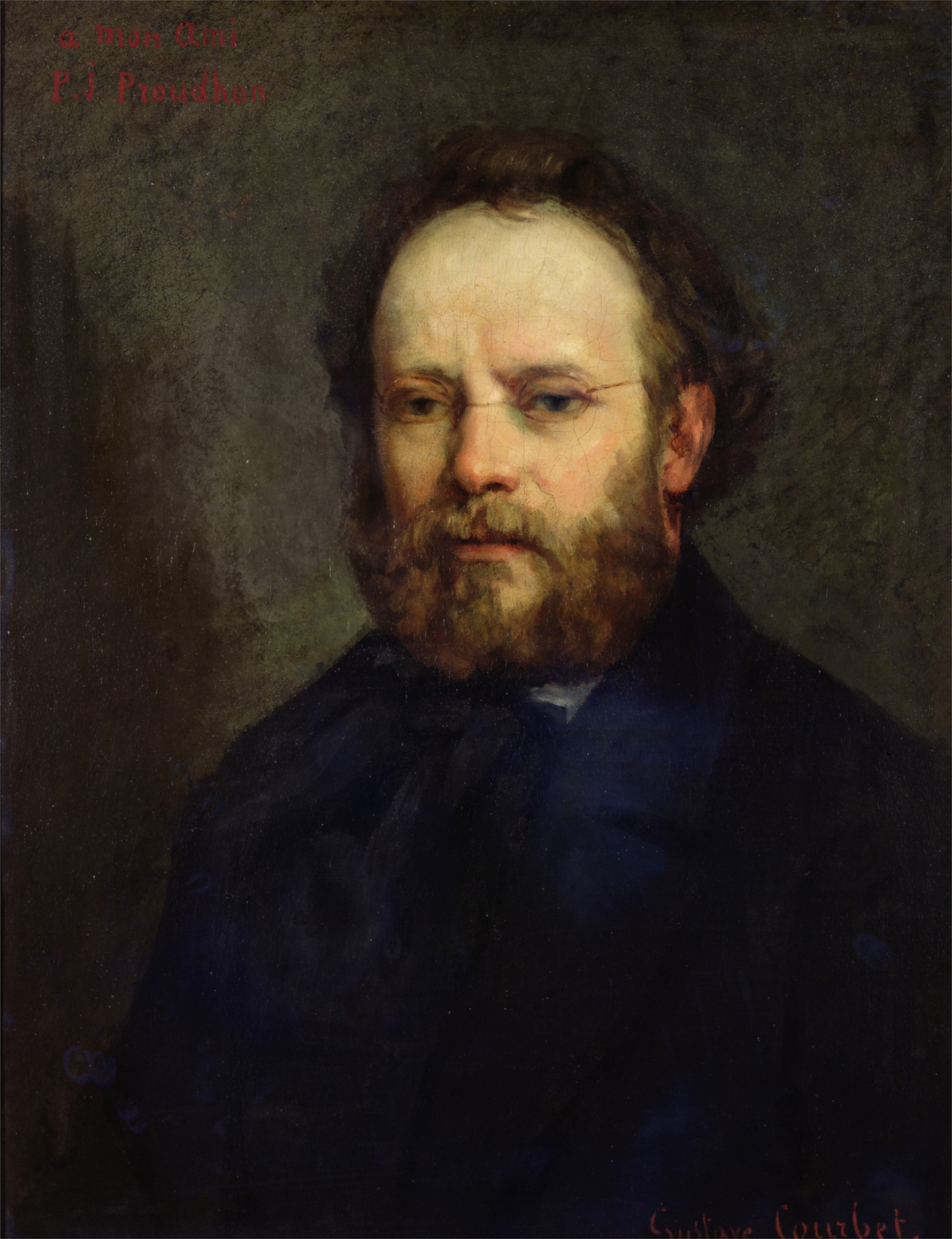
Pierre-Joseph Proudhon

Pierre-Joseph Proudhon was de eerste persoon die zichzelf anarchist noemde en bedacht de term anarchisme. Proudhon wilde het anarchisme verwezenlijken door middel van een ruilbank die kosteloos leningen zou verschaffen. Iedereen die aangesloten was bij de bank kon zijn geproduceerde spullen in ruilen voor waardebonnen waarmee ze goederen konden kopen. In eerste instantie gebruikte Proudhon de term socialisme niet, maar hij nam de term over nadat hij steeds door anderen een socialist werd genoemd. Hierdoor staat het anarchisme bekend als de staatloze vorm van socialisme.
De visie van Michail Bakoenin op de gewenste samenleving staat bekend als het collectief-anarchisme. In het collectief-anarchisme zouden de mensen zich vrijwillig organiseren in associaties en gemeenschappen die konden federaliseren. De beslissingen in de associaties en gemeenschappen zouden door algemene vergaderingen gemaakt worden. Iedere functionaris zou worden gekozen en zou op iedere moment afzetbaar zijn. Men kan iedere associatie of gemeenschap op iedere moment verlaten.
Peter Kropotkin heeft het anarchocommunisme gepopulariseerd. Anarchocommunisme is een staatloze samenleving gebaseerd op gemeenschappelijk eigendom van de productiemiddelen, waarbij de geproduceerde goederen verdeeld worden naar ieders behoefte.

### Sociaaldemocratie
De Fransman Louis Blanc wilde het socialisme op democratische en vreedzame wijze realiseren. Hij wilde staatsleningen aan arbeiders verstrekken om daarmee de arbeiders de mogelijkheid te geven om coöperaties op te richten. De arbeidersassociatie zouden de kapitalistische bedrijven wegconcurreren. Verschillende associaties in dezelfde sector zouden verenigd zijn in een bestuur om de gezamenlijke economische planning te bepalen. In het revolutiejaar 1848 speelden socialisten slechts een kleine rol met uitzondering in Frankrijk. In de Franse republikeinse regering na de revolutie zaten de socialisten Louis Blanc en Alexandre Auguste Ledru-Rollin. Ledru-Rollin organiseerde de sociaaldemocratische parlementsfractie. De sociaaldemocraten streden voor arbeidsrechten en het verlenen van staatssteun aan arbeiders voor de oprichting van coöperaties.
De Duitser Ferdinand Lassalle wilde ook dat de overheid krediet zou verstrekken aan loonarbeiders om coöperaties op te richten. Op 23 mei 1863 werd de Algemene Duitse Arbeidersvereniging opgericht met Lassalle als voorzitter. Aanhangers van Lassalle noemden zichzelf sociaaldemocraat in navolging van de groep rond Ledru-Rollin. Later begonnen de communistische marxisten ook de term sociaaldemocraten te gebruiken. Pas na 1917 kreeg de term sociaaldemocratie zijn huidige betekenis.

### Eerste Internationale en de Parijse Commune

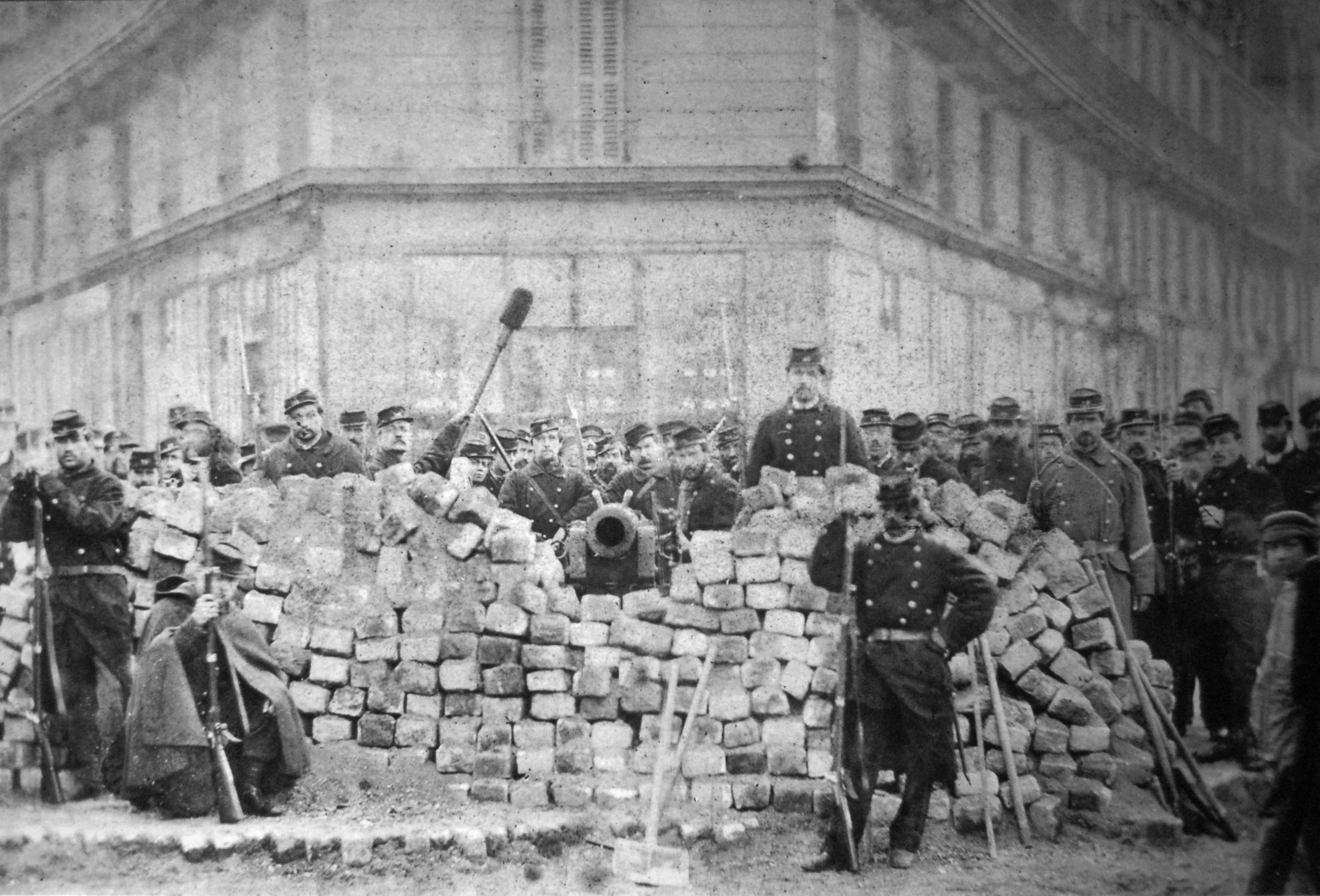
Nationale Garde achter de barricade ten tijde van de Parijse Commune.

In 1864 werd de Internationale Arbeiders-Associatie opgericht. Op het congres van 1867 werd besloten dat de Internationale streefde om alle productiemiddelen te veranderen in gemeenschappelijke eigendom. Naar schatting waren er in 1870 in ongeveer 250.000 mensen aangesloten bij de Eerste Internationale.
In 1870 brak de Frans-Pruisische Oorlog uit die werd verloren door Frankrijk. De nieuwe Franse regering was ondergeschikt aan de Duitsers en kwam in conflict met de burgers van Parijs. Op 18 maart 1871 werd er verkiezingen gehouden voor de Parijse Commune. Jacobijnen, liberalen en socialisten werden in de raad gekozen, waaronder enkele leden van de Eerste Internationale. De leden van de Internationale waren gematigde proudhonisten of anarchisten. De Parijse Commune bracht de publieke voorzieningen weer aan de gang. Het lukte de Franse regeringstroepen om de Parijse Commune te verslaan, waarbij naar schatting 17.000 tot 25.000 mannen, vrouwen en kinderen na arrestatie zonder rechtspraak werden doodgeschoten. Na de val van de Parijse Commune ontstond er een splitsing in de Eerste Internationale. Enerzijds de marxistische en anderzijds de Internationale van de anarchisten en de gematigde Britten, Belgen en Nederlanders.

### Van 1872 tot 1900
In Frankrijk waren er vijf socialistische partijen, namelijk de marxisten, possibilisten, blanquisten, allemanisten en de onafhankelijke socialisten. Bij de verkiezingen van 1893 behaalden de vijf socialistische partijen in totaal 50 zetels in het parlement. Het possibilisme legde de nadruk op de invoering van hervormingen voor directe verbeteringen voor de arbeidersklasse en de langzame afschaffing van het kapitalisme. Bij de possibilisten splitste in 1890 de radicale vleugel rond Jean Allemane af. De onafhankelijke socialisten wilden het socialisme verwezenlijken door hervormingen en waren voorstander van de nationalisatie van de mijnen, spoorwegen en banken. In 1905 verenigden de marxisten, blanquisten, possibilisten, allemanisten en onafhankelijke socialisten samen tot de SFIO.
In Groot-Brittannië werd in 1893 de Independent Labour Party (ILP) opgericht door Keir Hardie met het doel om vertegenwoordigers van vakbonden in het parlement te krijgen. De ILP legde de nadruk op hervormingen ter verbetering van het lot van de arbeiders. In 1900 had de ILP ongeveer 376.000 leden. Op de conferentie in 1900 van de ILP besloten aanwezige vakbondsbestuurders om de Labour Representation Committee (LRC) op te richten. Deze organisatie zou een samenwerkingsverband zijn van vakbonden, ILP, Fabian Society en de SDF. In 1906 veranderd de LRC in de Labour Party.
In 1875 fuseerden de Duitse marxisten en de lassalleanen tot de Sozialistische Arbeiterpartei Deutschlands (SAPD). In 1878 werd de socialistenwet ingevoerd, waardoor sociaaldemocratische organisaties verboden werden. Na de afschaffing van de socialistenwet werd in 1891 een nieuw beginselprogramma aangenomen dat een marxistisch karakter had. Op het congres van 1891 werd de naam veranderd in Sozialdemokratische Partei Deutschlands (SPD). Eduard Bernstein betoogde in 1896 dat het marxisme grotendeels hervormd diende te worden en dat het socialisme bereikt moest worden door geleidelijke hervormingen.
In de zomer van 1874 gingen socialistische Russische studenten naar het platteland om de boeren te organiseren. Deze studenten noemde zichzelf de narodniki. In 1898 werd de Russische Sociaaldemocratische Arbeiderspartij (RSDAP) opgericht door de marxisten. De narodniki verenigden zich in 1901 tot de Sociaal-Revolutionaire Partij. In 1902 publiceerde Vladimir Lenin zijn Wat te doen? als handleiding voor een radicale machtsgreep. Vervolgens splitste de RSDAP zich in 1904 op in de mensjewieken rond Julius Martov en de bolsjewieken rond Lenin.
In 1889 werd de Tweede Internationale opgericht die de Dag van de Arbeid invoerde.

## Geschiedenis van het socialisme in de 20e eeuw
In Groot-Brittannië, Nieuw-Zeeland en Australië werden arbeidspartijen opgericht door de vakbonden. De Britse Labour Party won in 1902 voor het eerst zetels in het parlement. In Australië vormde de Labour Party in 1904 haar eerste nationale regering. De uitbraak van de Eerste Wereldoorlog in 1914 zorgde voor een crisis in het Europees socialisme. De meeste socialistische parlementsleden in Duitsland, Frankrijk, België en Groot-Brittannië steunden de oorlogsdoelen van hun respectievelijke regeringen. Een klein aantal socialistische leiders waren tegen oorlogsdeelname, zoals Ramsay MacDonald in Groot-Brittannië en Karl Liebknecht in Duitsland. Lenin riep op tot revoluties in de oorlogvoerende landen als het middel om de oorlog te beëindigen en het socialisme te verwezenlijken.

### Russische Revolutie

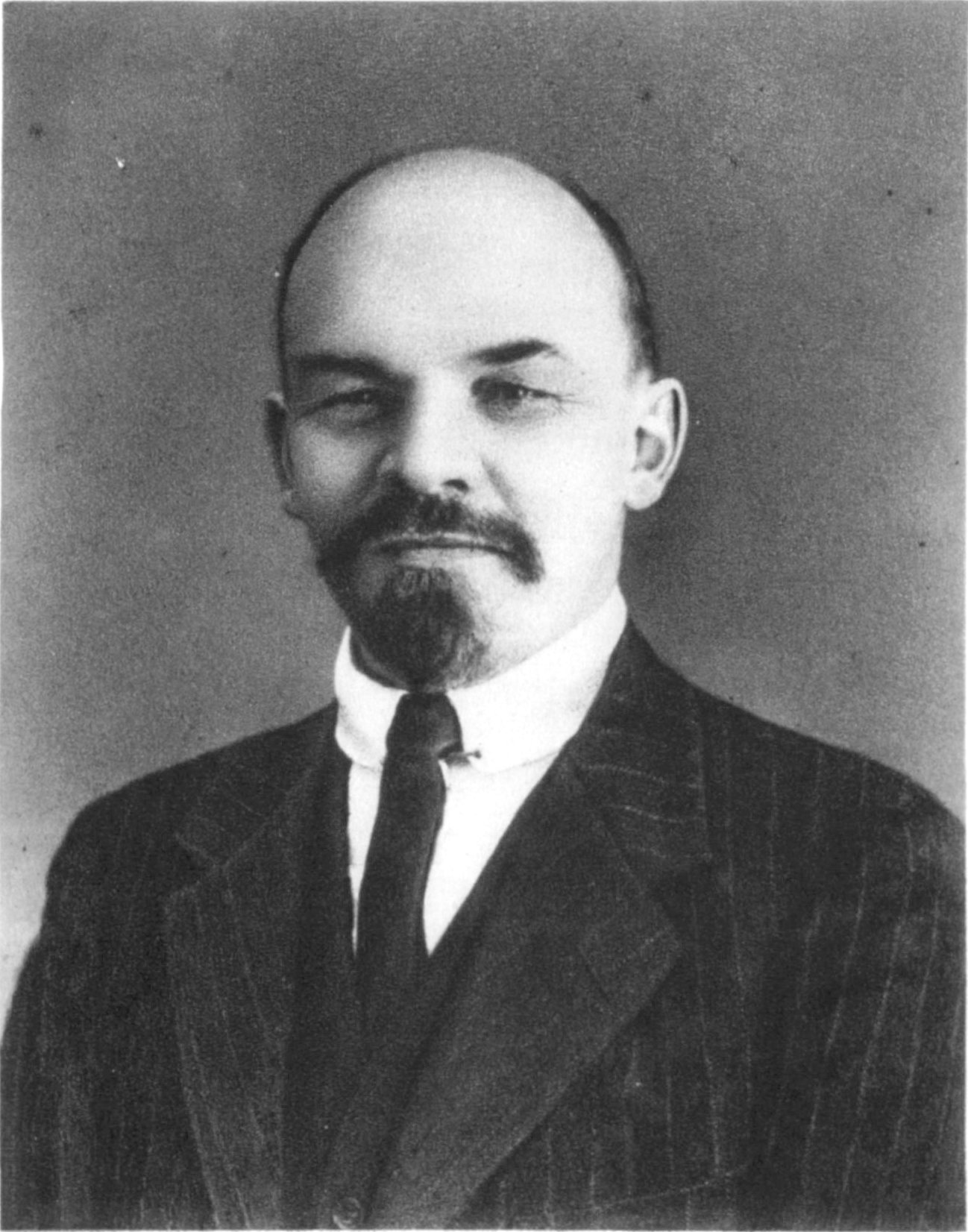
Vladimir Lenin

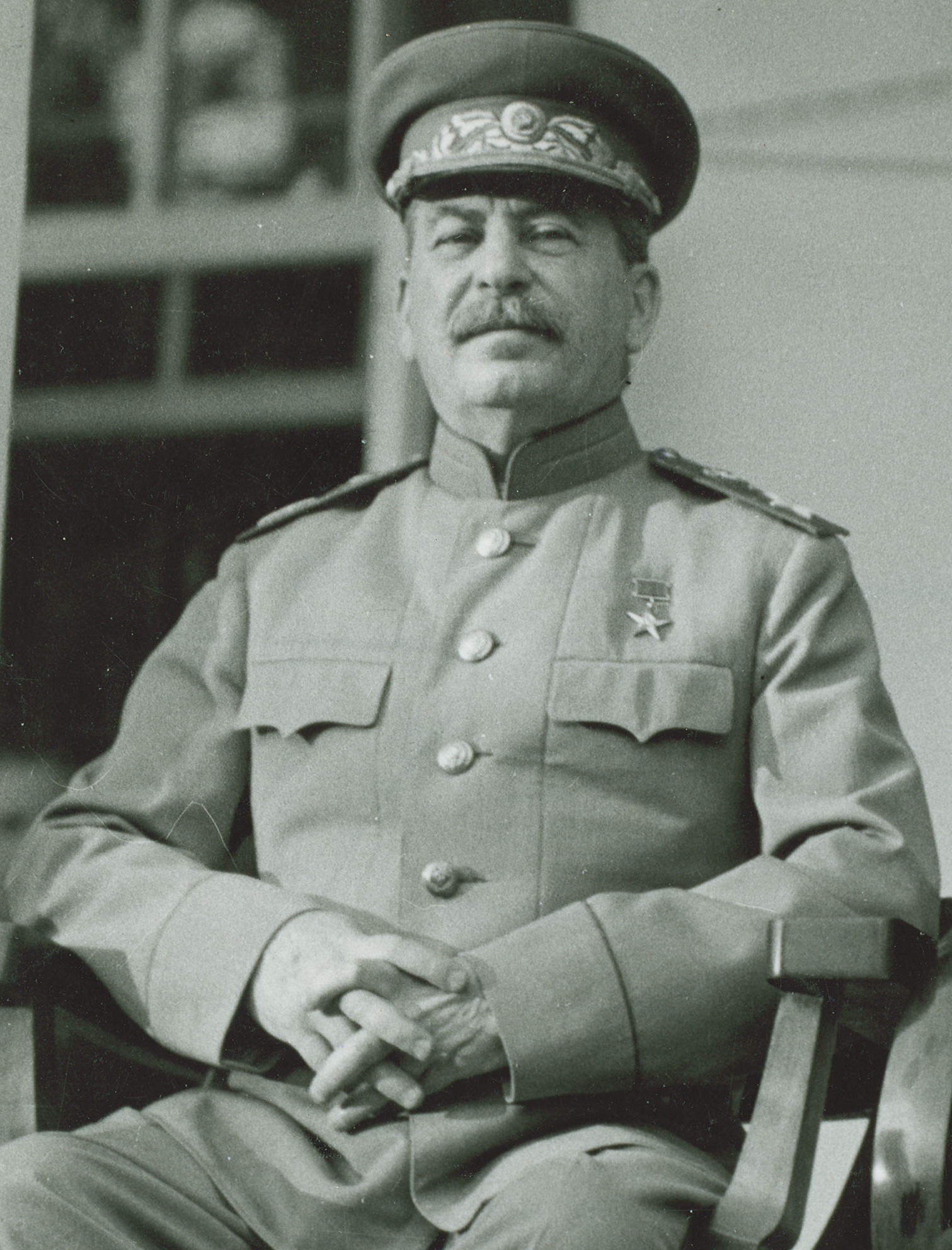
Jozef Stalin

In Rusland ontstond verzet tegen het beleid van de tsaristische regering tijdens de Eerste Wereldoorlog. Tsaar Nicolaas II van Rusland had zichzelf uitgeroepen tot hoofd van de oorlogsvoering. De tegenslagen gedurende de oorlog leidden tot verdere armoede in Rusland. In 1917 brak de Februarirevolutie uit, waarbij de tsaar werd gedwongen om af te treden. Er werd een Voorlopige Regering gevormd met liberalen en gematigde socialisten eerst onder leiding van de liberaal Georgi Lvov en later de socialist Aleksandr Kerenski. Later sloten ook de mensjewieken aan bij de regering. De bolsjewieken waren de revolutionaire marxisten die tegen samenwerking was met de liberalen. Er ontstonden na de Februarirevolutie in vele steden sovjets. De sovjets waren arbeidsraden. In eerste instantie domineerden de mensjewieken en sociaalrevolutionairen de sovjets. Lenin en de bolsjewieken riepen op tot machtsvergroting van de sovjets, waardoor ze hun invloed in de sovjets wisten te vergroten.
De bolsjewieken grepen de macht in de Oktoberrevolutie. De bolsjewieken sloten de Vrede van Brest-Litovsk met de centrale mogendheden dat daarmee de terugtrekking van Rusland uit de Eerste Wereldoorlog inhield. De bolsjewistische regering nationaliseerde verschillende industrietakken. Door de machtsovername van de bolsjewieken ontstonden communistische partijen in verschillende landen uit de sociaaldemocratische partijen.
De Oekraïense sociaalrevolutionairen en sociaaldemocraten steunden de Oekraïense nationalisten rond de sociaaldemocratische leider Symon Petljoera die tegen de bolsjewieken vochten. De anarchisten rond Nestor Machno vormden het Revolutionair Opstandsleger van Oekraïne, waarmee zij een niemandsland creëerden, Machnovia, dat ook wel bekendstond als de "bevrijde zone". De anarchisten werden in 1921 verslagen door de bolsjewieken. Tijdens de Tambov-opstand vochten de sociaalrevolutionairen en de plaatselijke boeren tegen de communistische regering, waarbij 240.000 doden vielen, onder andere door het gebruik van gifgas door de bolsjewistische communisten tegen de boerenbevolking. Bij de Opstand van Kronstadt streden sociaalrevolutionairen, anarchisten en ontevreden bolsjewieken tegen het Rode Leger. De opstandelingen waren woedend over het oorlogscommunisme, geweld tegen de boeren en de aantasting van de democratie binnen de sovjets.
Na de dood van Lenin kwam Jozef Stalin aan de macht. Stalin voerde gedwongen collectivisatie van de landbouw door in de jaren 30, wat in verschillende gebieden leidde tot grootschalige hongersnoden en miljoenen slachtoffers onder de boeren. De industrialisatie en de economische planning werden gevoerd volgens een Vijfjarenplan. In de Sovjet-Unie zorgde dit voor veel dodelijke slachtoffers.

### West-Europa tijdens het Interbellum
Door de Duitse Revolutie van 1918 werd de Duitse monarchie omvergeworpen, waarbij net als in Rusland er arbeidersraden en soldatenraden werden opgericht, die voornamelijk bestond uit leden van de SPD en de onafhankelijke sociaaldemocraten. De communisten wilden het kapitalisme verwerpen via de raden, maar de gematigde socialisten hielden dit tegen. De Weimar-republiek werd gesticht met SPD aan de macht onder leiding van de sociaaldemocratische leider Friedrich Ebert. In 1919 ontstond de Spartacusopstand tegen de SPD-regering, maar werd neergeslagen met onder andere de moord op Karl Liebknecht en Rosa Luxemburg.
In de jaren 20 kregen de gematigde reformistische partijen de macht over de arbeidersbeweging. De Duitse sociaaldemocraten regeerden grotendeels in de jaren 20. In 1924 vormde de Labour Party voor het eerst een regering met Ramsay MacDonald als premier. Na de verkiezingen van 1929 vormde de Labour Party een minderheidsregering. De Zweedse sociaaldemocraten vormden in 1932 de regering. Zij voerden extensieve publieke werken uit die werden gefinancierd door de overheid. Dit zorgde ervoor dat in 1938 de werkloosheidcijfers net zo hoog was als voor de crisis. Het Zweedse succes was een voorbeeld voor landen om een Keynesiaanse beleid uit te voeren.
In 1928 nam de Communistische Internationale afstand van het oproepen tot een verenigd front van communisten en sociaaldemocraten. De communisten riepen op tot strijd tegen de sociaaldemocratie. In navolging van Stalin scholden de communisten de sociaaldemocraten uit voor “sociaal-fascisten”. In 1933 kwam Adolf Hitler aan de macht in Duitsland en schakelde de Duitse sociaaldemocratische partij en de communistische partij uit. Dit leidde ertoe dat Stalin zijn beleid veranderde, waarbij sinds 1935 de Komintern opriep tot de formatie van Volksfronten. Een Volksfront is een samenwerkingsverband van antifascistische partijen, met onder andere communistische partijen, sociaaldemocratische partijen en soms liberale partijen. Er werd in verschillende landen Volksfronten gevormd, zoals in Frankrijk en Spanje.
In Spanje kwam na de parlementsverkiezingen van 1936 een liberale regering aan de macht die gesteund werd door socialistische, communistische en liberale partijen van het Spaanse Volksfront. Tegen de republikeinse regering werd een samenzwering georganiseerd door de nationalistische factie dat bestond uit fascisten, alfonsisten, carlisten en katholieke groeperingen dat leidde tot de Spaanse staatsgreep van juli 1936. Door deze mislukte staatsgreep ontstond de Spaanse Burgeroorlog. De anarchisten steunden de republikeinen. In Catalonië werden verschillende vormen van coöperaties en gemeenschappen opgericht door de anarchosyndicalistische Confederación Nacional del Trabajo. De stalinistische communisten werkten de anarchisten tegen, wat leidde tot de Meidagen van 1937. Uiteindelijk wonnen de nationalisten onder leiding van Francisco Franco.
Stalin sloot in 1939 een non-agressiepact met nazi-Duitsland. Kort daarna brak de Tweede Wereldoorlog uit, waarbij grote delen van Europa werd veroverd door de as-mogendheden. De oorlog werd gewonnen door de geallieerden, waaronder de Sovjet-Unie en de Britse coalitieregering van de Labour Party en de Conservative Party.

### Sociaaldemocraten na de oorlog

Rode Roos: Een veel terugkerende symbool bij sociaaldemocratische partijen.

Het begin van de Koude Oorlog zorgde voor een verdere breuk tussen de sociaaldemocraten en de communisten. In Frankrijk, België en Italië trokken de communisten zich terug van regeringsdeelname en in Griekenland brak een burgeroorlog uit. De oplegging van het communisme in Polen, Hongarije en Tsjecho-Slowakije door de Sovjet-Unie bracht het verbod op sociaaldemocratische partijen teweeg.
In juni 1945 won de Britse Labour Party geleid door Clement Attlee de verkiezingen. Socialistische partijen domineerden naoorlogse regeringen in Frankrijk, Italië, België, Noorwegen en andere landen. In Australië en Nieuw-Zeeland regeerden de Labour Partijen. De Britse Labour Party regeerde in 1964 onder Harold Wilson en in 1969 kwamen de SPD in Duitsland aan de macht onder Willy Brandt. In Frankrijk richtte François Mitterrand de Parti Socialiste op in 1971 ter vervanging van de SFIO. Arbeidsregeringen werden in Australië en Nieuw-Zeeland gekozen in 1972. De Oostenrijkse socialisten onder Bruno Kreisky vormden een sociaaldemocratische regering in 1970. De sociaaldemocraten concentreerden voornamelijk op het bereiken van algemeen kiesrecht en invoering van sociale voorzieningen en arbeidsrechten.
De sociaaldemocratische leiders hadden over het algemeen geen intentie om het kapitalisme af te schaffen. Verschillende sociaaldemocratische partijen schrapten de gemeenschappelijke eigendom van productiemiddelen uit hun beginselprogramma’s. De sociaaldemocratische regeringen voerden sociale hervormingen en welvaartsdeling in via verzorgingsstaat en belastingsbeleid. Bij de herstelling van de Duitse democratie in de Bondstaat, nam de SPD in haar Godesberg Programma uit 1959 afstand van het marxisme en werd klassenstrijd en marxisme verworpen. De SPD gebruikte de term freiheitlicher Sozialismus (vrijelijk socialisme). De Britse Labour regering voerde nationalisaties van grote nutsvoorzieningen uit, zoals mijnen, gas, kolen, elektriciteit, spoorwegen en de Bank van Engeland. In Groot-Brittannië werd de National Health Service opgericht. Ook Frankrijk voerde verschillende nationalisaties uit. Bepaalde groeperingen in de partijen bekritiseerden dat de sociaaldemocratie te gematigd was.
Na de val van de Berlijnse Muur in 1989 matigde verschillende sociaaldemocratische partijen hun beleid. Volgens critici werden de sociaaldemocratische partijen overwonnen door het neoliberalisme, dat wil zeggen privatiseren, bezuinigingen op collectieve voorzieningen en afzwakkingen van arbeidsrechten.

### Sovjet-Unie en het Oostblok

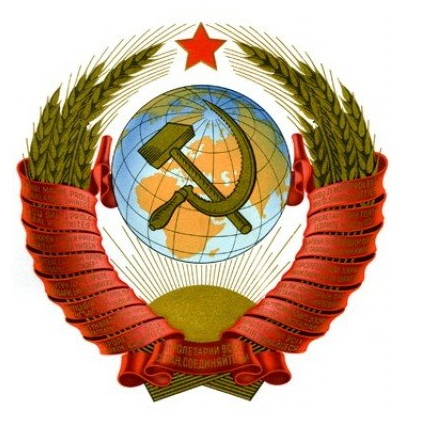
Embleem van de Sovjet-Unie

Na de Tweede Wereldoorlog begon de Koude Oorlog, wat verwees naar de spanningen tussen de Verenigde Staten en diens bondgenoten tegenover de communistische Sovjet-Unie en diens bondgenoten. Er was nooit een directe militaire conflict tussen de Verenigde Staten en de Sovjet-Unie. Na de Tweede Wereldoorlog ontstond een breuk binnen het communistische bondgenootschap. In 1948 wilde Josip Broz Tito – de president van Joegoslavië – een onafhankelijke positie innemen ten opzichte van andere communistische landen. Tito initieerde een systeem van gedecentraliseerde arbeidersraden en een vorm van marktsocialisme. Stalin beschouwde dit als een verraad aan het marxisme. Stalin stierf in 1953, waarna hij opgevolgd werd door Nikita Chroesjtsjov. In 1956 bekritiseerde Chroesjtsjov de persoonscultus van Stalin in een toespraak met de titel: Over persoonsverheerlijking en de gevolgen ervan. Een periode van destalinisatie brak uit. In 1956 brak de Hongaarse Revolutie uit die werd hard neergeslagen door de Sovjettroepen.
Michail Gorbatsjov werd de leider van de Sovjet-Unie in 1985. Hij voerde een beleid van glasnost en perestrojka, dat wil zeggen enerzijds openheid (glasnost) in het publieke debat en anderzijds verbouwing (perestrojka) van de economie door vermindering van centrale planning. Gorbatsjov trok de Sovjettroepen uit Afghanistan terug, waar zij vochten tegen moslimfundamentalisten die gesteund werden door de Verenigde Staten. In 1991 viel de Sovjet-Unie uit elkaar.

### Volksrepubliek China
Tijdens de Tweede Wereldoorlog was er een wapenstilstand tussen de Communistische Partij van China onder leiding van Mao Zedong en de nationalistische Kwomintang onder leiding van Chiang Kai-shek. De communisten en nationalisten vochten gezamenlijk tegen de Japanse bezetting. Na de overgave van Japan werd de Chinese Burgeroorlog hervat. In januari 1949 leden de Chinese nationalisten een harde nederlaag bij Beijing, toen Beiping genoemd, en Tianjin: dit was de Pingjin-veldtocht.. In de lente werden de overgebleven nationalistische troepen overgeplaatst naar Taiwan. In oktober 1949 werd Mao Zedong de leider van de Volksrepubliek China.
Op 25 juni 1950 werd Zuid-Korea binnengevallen door de troepen van Noord-Korea, dat het begin vormde van de Koreaanse Oorlog. De Verenigde Staten stuurden troepen om Zuid-Korea bij te staan, terwijl de Sovjet-Unie en Volksrepubliek China aan de kant van Noord-Korea stonden.
Na de dood van Stalin in 1953 ontstond er frictie tussen China en de Sovjet-Unie. Mao beschouwde Chroesjtsjov als een verrader wegens zijn kritiek op Stalin. Om meer onafhankelijk te zijn van de Sovjet-Unie, koos Mao voor de Grote Sprong Voorwaarts. De Grote Sprong Voorwaarts hield het opzetten van een centrale economische planning in om industrialisatie op gang te brengen. De economische planning van de Grote Sprong Voorwaarts concentreerde voornamelijk op de productie van staal. De regering wilde dit bereiken door kleine staalovens in dorpen te bouwen met de bedoeling om de gehele bevolking op dat gebied aan het werk te zetten. Het industrialiseringsbeleid onttrok arbeid en grondstoffen van landbouw en dat leidde tot een hongersnood. In 1966 begon de Culturele Revolutie waarbij op grote schaal concentratiekampen werden opgericht. Er ontstond het rode schisma, waarbij de Sovjet-Unie en China streden voor een paar eilandjes in rivieren. Mao stierf in 1976 en kort daarna werden zijn ideologische erfgenamen – genaamd Bende van Vier – verslagen door de meer pragmatische mensen zoals Deng Xiaoping.
In 1989 leidde de dood van Hu Yaobang tot een massademonstratie van studenten voor democratie op de Tiananmen Plein in Beijing. Op 4 juni werd de vreedzame demonstratie aangevallen door het leger, waarbij duizenden mensen werden vermoord.

## Socialisme in de 21e eeuw
In de 21e eeuw participeerden veel sociaaldemocratische partijen in regeringen. In Argentinië, Brazilië en Chili werden sociaaldemocratische regeringsleiders gekozen. In 1998 werd Hugo Chávez als president van Venezuela gekozen. Evo Morales werd gekozen in Bolivia die een radicale reformistische agenda uitvoert. In China, Noord-Korea, Cuba, Vietnam en Laos bleven communistische partijen aan de macht, hoewel in de meeste landen steeds meer private bedrijven worden getolereerd, uitgezonderd Noord-Korea.